# Lalang Luas
Lalang Luas is een bestuurslaag in het regentschap Muko-Muko van de provincie Bengkulu, Indonesië. Lalang Luas telt 730 inwoners (volkstelling 2010).